# Gyula Nagy
Gyula Nagy, född 23 juni 1849 i Harkács, död 14 juni 1924 i Budapest, var en ungersk historiker och arkivarie. 
Nagy var verksam som arkivarie i Budapest. Han utgav urkundssamlingar, arkivbeskrivningar och landskapshistorier samt efterträdde 1899 Sándor Szilágyi som redaktör för den historiska tidskriften "Századok" (Sekler). Han invaldes 1892 som ledamot av ungerska Vetenskapsakademien (Magyar Tudományos Akadémia).